# Tribunal d'ordre public
Pour les articles homonymes, voir TOP.
Le Tribunal d'ordre public (en espagnol : Tribunal de Orden Público), en sigle TOP, est une instance judiciaire spéciale du franquisme chargée de la répression des  opposants au régime.
Formé en décembre 1963, le TOP se vit attribuer ceux que la dictature qualifiait de«  délits politiques », et qui jusqu'à la création du tribunal avaient relevé de la juridiction militaire, qu'elle avait pour objet de compléter, mais d'autres actes plus grave comme ceux qualifiés de « terrorisme » continuèrent d'être jugés par les tribunaux militaires. Son siège était le palais des Salesas Reales (en) à Madrid.
Le TOP est supprimé en janvier de 1977, au début de la transition démocratique.

## Histoire
La création TOP constitue une tentative de la dictature franquiste de « blanchir  » son image extérieure, à un moment où le général Franco avait présenté la candidature d'entrée de l'Espagne à la Communauté Economique Européenne : un an auparavant, un rapport de la Commission internationale de juristes avait dénoncé le non-respect de l'État de droit et l'absence de libertés en Espagne. Jusqu'alors, c'était la juridiction militaire qui était chargée de juger les délits qualifiés de «politiques».
Si d'une part l'établissement du TOP visait donc à réduire la participation directe des militaires et des conseils de guerre dans la répression afin de montrer un visage plus acceptable du régime à l'international, il s'agit également pour celui-ci de tenter de faire face plus efficacement à la conflictivité sociale et politique croissante suscitée par les nouveaux mouvements de masses et la recomposition de l'opposition antifranquiste. Sur ce plan, on peut relever que l'instauration du TOP n'a pas signifié une diminution de la répression.
Le TOP fut créé par la loi 154/1963 du 2 décembre 1968, à la suite de l'exécution du leader communiste Julián Grimau en avril de la même année, et demeura en fonctions jusqu'en 1977. Il se voit attribuer à sa création :
« aquellos delitos cometidos en todo el territorio nacional, cuya singularidad era subvertir, en mayor o menor gravedad, los principios básicos del Estado o sembrar la zozobra en la conciencia nacional. »
« ces délits commis dans tout le territoire national, dont la singularité était de subvertir, avec plus ou moins de gravité, les principes basiques de l'État ou semer l'angoisse dans la conscience nationale »

Les délits d'« association illégale », de « propagande illégale », de « réunion illégale », de « manifestation illégale » ou de « désordre public » devinrent compétence du TOP, mais les plus graves comme le « terrorisme » ou ceux affectant l'Armée et la Garde Civile demeurèrent sous juridiction militaire, de sorte que le TOP est devenu un complément de cette dernière. Ainsi, entre 1964 et 1976, le TOP mena un total de 22 660 procédures, impliquant environ 9 000 personnes, dont près de 3 000 furent condamnées, tandis que les tribunaux militaires condamnèrent 5 600 civils entre 1960 et 1977.
Le TOP assuma également certaines des fonctions du Tribunal spécial pour la répression de la franc-maçonnerie et du communisme. Les procédures judiciaires telles que le célèbre procès 1001, contre d'éminents dirigeants du syndicat Commissions ouvrières, lui furent confiées.
Avec le TOP, la pratique de la torture se poursuivit, car la Brigada Político-Social resta en charge des crimes relevant de la compétence du tribunal, et le TOP n'enquêta jamais sur les plaintes pour mauvais traitements ou torture de détenus. L'avocate Ascensión Solé rapporte : « Lorsqu'on demandait ouvertement à [l'accusé] s'il avait subi des pressions morales ou physiques de la part des fonctionnaires ou s'il avait été maltraité physiquement ou verbalement, la cloche du président,  de Mateu (es), sonnait frénétiquement, rompant le ton poli et amical habituel avec lequel il nous traitait. »

### Abolition et apparition de l'Audience nationale
Par le décret royal-loi (es) du 4 janvier 1977, approuvé par le gouvernement d'Adolfo Suárez à la demande du ministre de la Justice Landelino Lavilla, le TOP fut supprimé en même temps que l'Audience nationale était créée pour prendre en charge certains délits couvrant le territoire de plus d'une Audience Provinciale et dont le for objectif avait été attribuée au TOP. Pour cette raison, certains auteurs comme l'historien Julio Gil Pecharromán (es) considèrent que le TOP a été « remplacé par une Audience nationale pour juger les délits de terrorisme et autres délits de portée étatique », une perspective qui n'est pas partagée par certains juristes comme Carlos García Valdés, qui argumentent que les délits attribués à l'Audience nationale ne sont pas liés à l'exercice des droits fondamentaux. Dix des seize juges (62,5 %) ayant occupé un poste permanent au Tribunal de l'ordre public furent nommés par la suite à l'Audience nationale ou au Tribunal suprême.

## Statistiques sur la répression
L'activité répressive du TOP au cours de ses treize années d'existence a été quantifiée par le juriste Juan José del Águila comme suit, : 
- 50 714 personnes affectée ;
- 9 146 prévenus ;
- 3 890 sentences prononcées  (dont 74 % de condamnations) ;
- temps total d'emprisonnements effectués : 11 958 année ;
- origine socio-professionnelle des inculpés : 70 % de travailleurs, 22 % d'étudiants et 8 % de professionnels libéraux.

Concernant l'origine géographique des personnes poursuivies par le TOP, celles du Pays Basque étaient les plus nombreuses, suivi de Navarre et des Asturies,.
Les personnes poursuivies par le TOP et condamnées par lui l'étaient généralement en raison de leur participation à des manifestations, des grèves,  ou bien à la suite d'arrestations menées par la Brigada político-Social (BPS). Les délits les plus fréquemment traités étaient l'association illicite (les partis politiques opposés au régime franquiste étaient interdits) et la propagande illégale (toute revendication de démocratie ou critique de la dictature était considérée comme telle). Selon les données internes de la BPS, dans les années 1963-1964, le pourcentage le plus élevé de détenus étaient des membres du Parti communiste.